# Aglossodes
Aglossodes is een geslacht van vlinders van de familie snuitmotten (Pyralidae).

## Soorten
- A. dureti (Rougeot, 1977)
- A. mocquerysi Leraut, 2009
- A. navattae (Rougeot, 1977)
- A. pineaui (Rougeot, 1977)
- A. prionophoralis Ragonot, 1891
- A. rougeoti Leraut, 2009